# Cimitirul Șerban Vodă

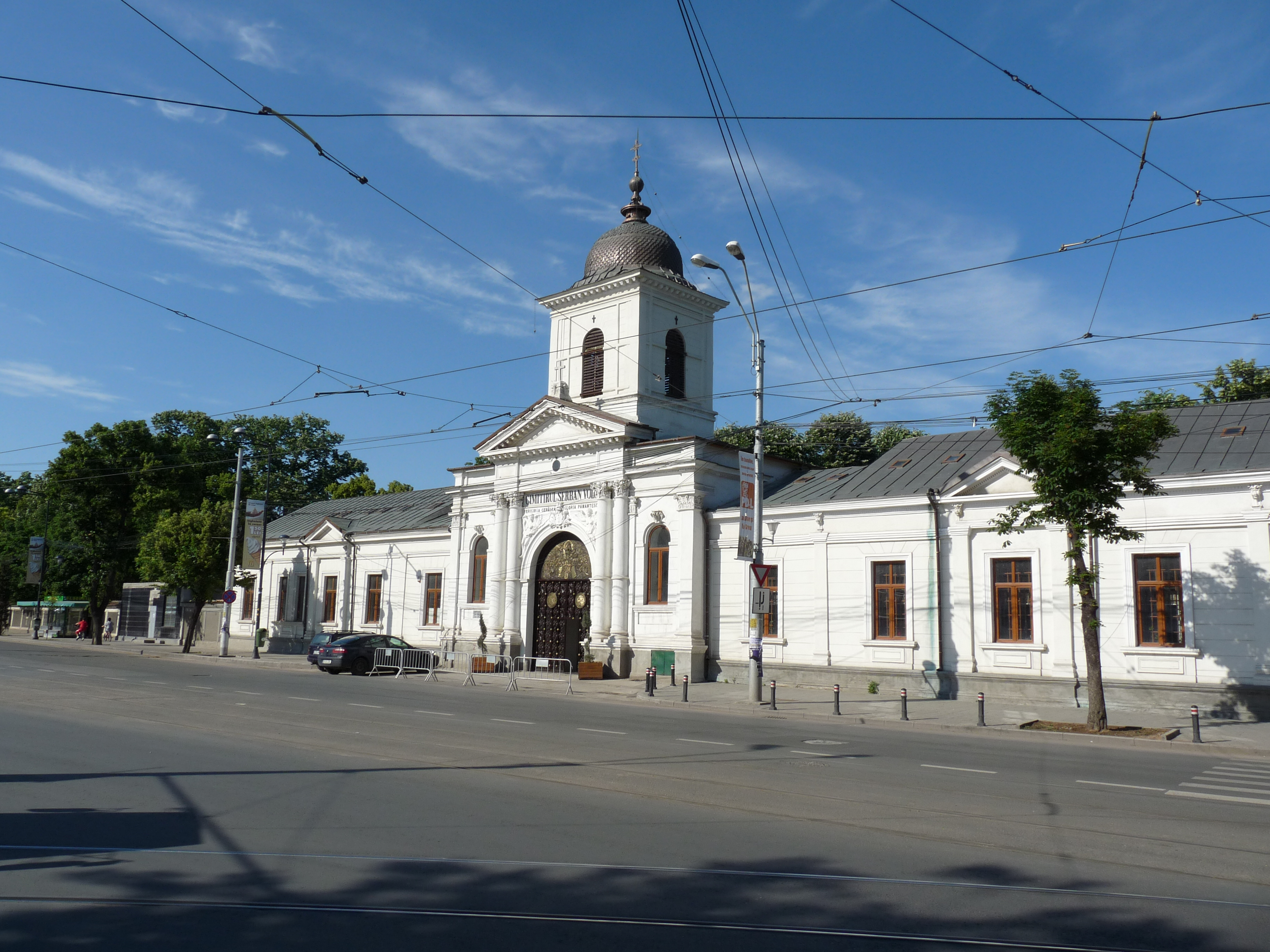
Eingang zum Bellu-Friedhof

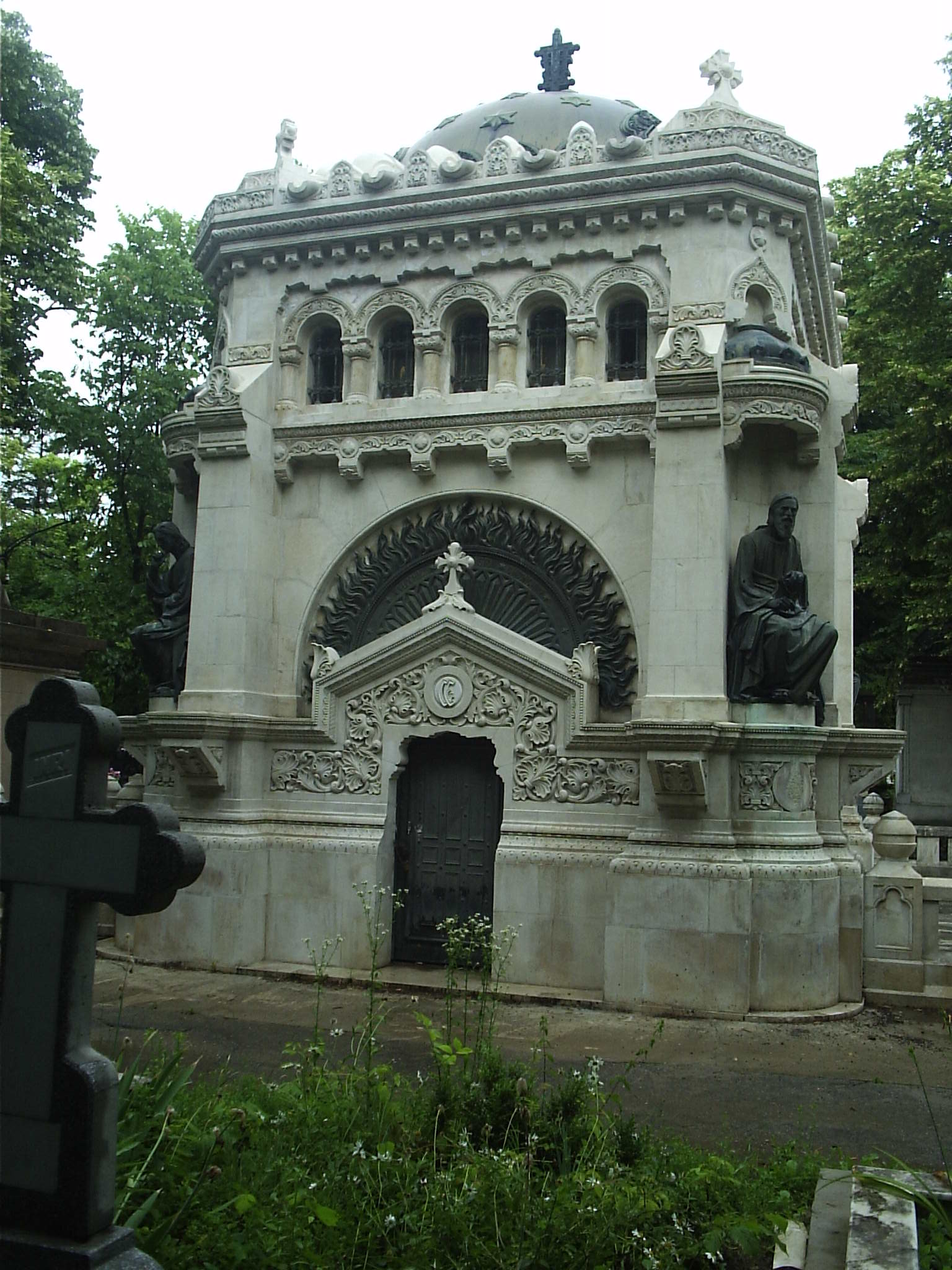
Grab der Gebrüder Evlogi und Hristo Georgiev

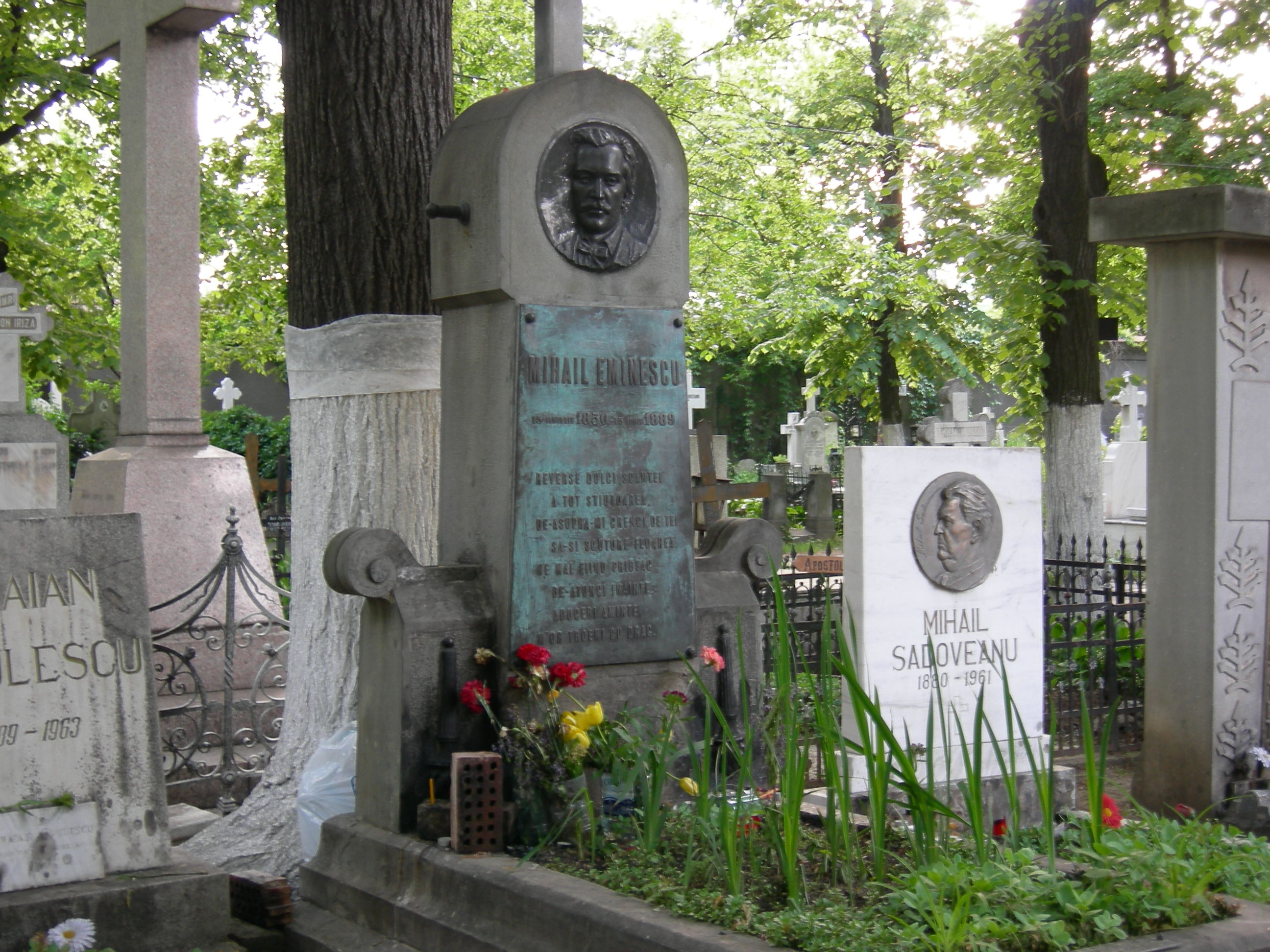
Grab von Mihai Eminescu

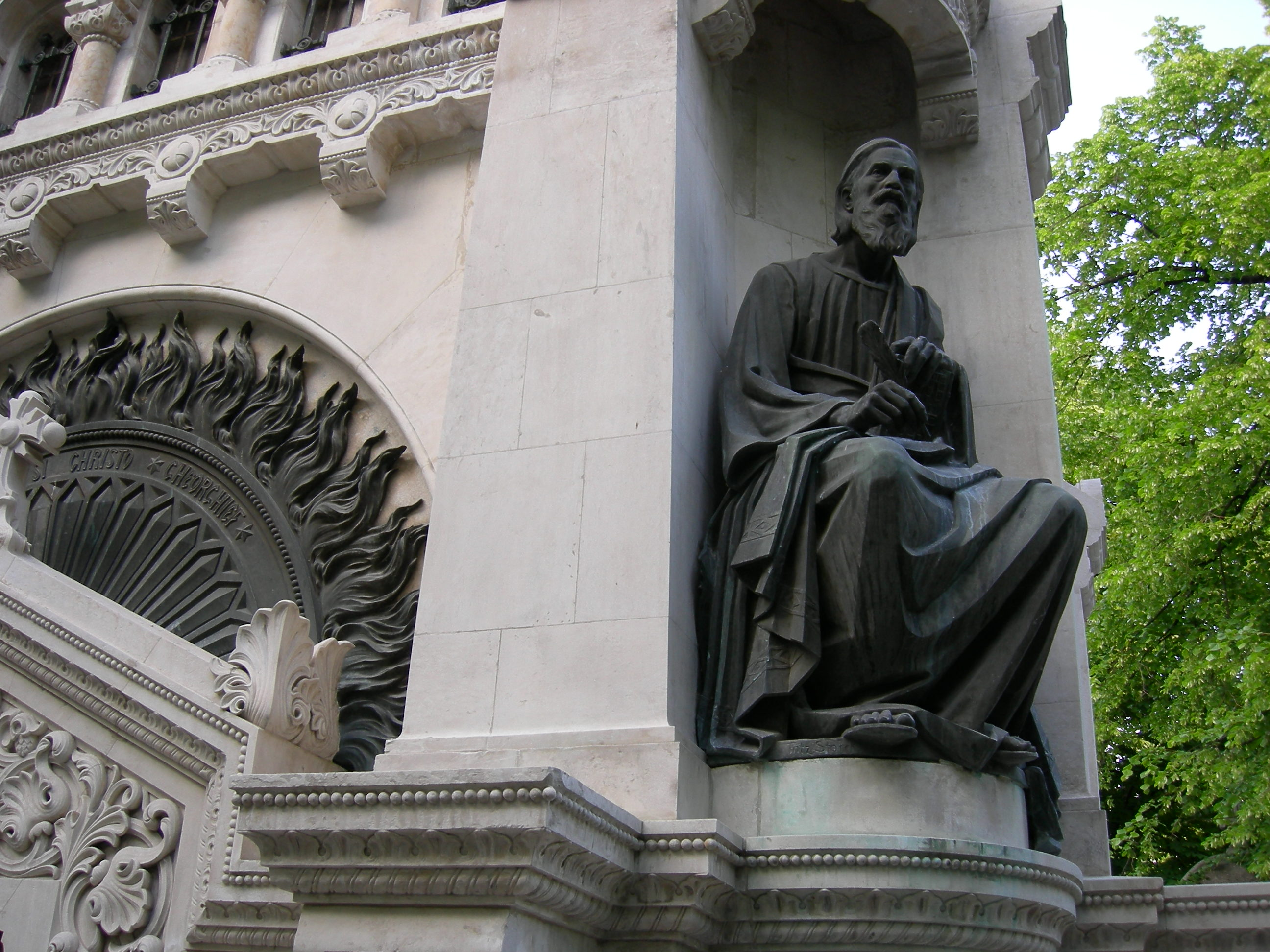
Skulptur des rumänischen Bildhauers Friedrich Storck

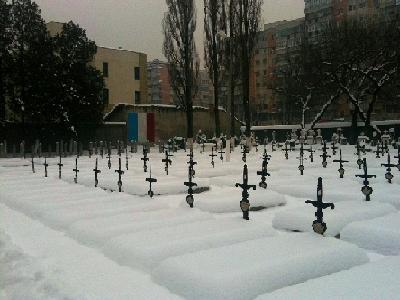
Das „Französische Karree“

Der Cimitirul Șerban Vodă (deutsch Friedhof Șerban Vodă), umgangssprachlich auch Cimitirul Bellu, (deutsch Bellu-Friedhof) ist der größte Friedhof in Bukarest, Rumänien. Er liegt an der Calea Șerban Vodă Nr. 249 im vierten Bezirk der Stadt an der Piața Eroii Revoluției. Der Friedhof ist ein nationales Pantheon (Gedenkstätte für bedeutende Persönlichkeiten) und wird seit 1858 genutzt. Namensgebend sind der Woiwode Radu Șerban Vodă (1602–1611) und Baron Barbu Bellu (1825–1900), der das Grundstück der lokalen Verwaltung zur Nutzung als Friedhof stiftete.
Das Gebäudeensemble des Friedhofs steht unter Denkmalschutz. 1859 hatte der Friedhof eine Ausdehnung von 17 Hektar, 1960 22 Hektar, 2010 28 Hektar, und 2013 30 Hektar. Nach Angaben der Friedhofsverwaltung gilt die Anlage als „V.I.P.-Friedhof“.
Das Budget der Friedhofsverwaltung lag 2009 bei 14 Millionen Euro für Landschaftsbau, Reinigung, Sicherheit und das Führen des Friedhofskatasters. Die genaue Zahl der dortigen Ruhestätten ist hingegen unbekannt. Seit 2010 ist der Friedhof Mitglied in der Association of Significant Cemeteries of Europe (deutsch Verband bedeutender Friedhöfe in Europa).

## Geschichte
Bis zur Mitte des 19. Jahrhunderts war es Sitte, die Toten um die Kirchen Bukarests zu bestatten. Außerhalb der Stadt wurden auf sieben bis acht Friedhöfen die Armen beerdigt. Anfang des 19. Jahrhunderts beschloss die Verwaltung die Bestattungen um die Kirchen abzuschaffen. 1831 wurde das erste Friedhofsgesetz in der modernen Geschichte Rumäniens erlassen. 1850 erwog ein Ausschuss die Ansiedlung neuer Friedhöfe außerhalb der Stadt. Einer der Armenfriedhöfe befand sich an der Șerban-Vodă-Straße, wo der Baron Barbu Bellu einen großen Garten besaß. Er spendete ihn der Stadt, seine Nachbarn, die Mönche des Klosters Văcărești, folgten seinem Beispiel.
Am 26. November 1852 beschloss der Rat der Stadt den Beginn der Arbeiten für den neuen Stadtfriedhof. Architekt der Anlage war Ion Mincu. Im Januar 1853 stellte der Architekt Alexandru Orescu seine Pläne für eine Kapelle auf dem Friedhof fertig. Die neue Kapelle wurde an der Stelle errichtet, wo bereits zuvor eine von Bellu dem Älteren (1799–1853) gebaute Kirche bestand. Constantin Lecca wurde mit der Wandmalerei der Kapelle beauftragt. Die Ikonostase wurde von Anghel Dima aus Holz geschnitzt. Die ersten Arbeiten auf dem Friedhof begannen im Herbst 1855; im September 1858 wurde er fertiggestellt. Der Friedhof war ursprünglich Gläubigen der rumänisch-orthodoxen Konfession gewidmet. 1859 begann die Verwaltung die Umbettung der Toten der alten Friedhöfe an den Kirchen. Constantin A. Rosetti (1816–1885), einer der Führer der Rumänischen Revolution von 1848, war federführend bei den Arbeiten an dem Friedhof. Als einer der ersten kaufte er 1859 dort Land für die Beerdigung seiner Tochter Elena. Es folgte 1860 der Schriftsteller Cezar Bolliac, der seine Ehefrau Aristita auf dem neuen Friedhof begrub.
1862 kam der Friedhof unter der Aufsicht des Stadtrates. 1860 begannen die Arbeiten an Bestattungsorten für Personen anderer Konfessionen, wie Katholiken, Juden, oder Muslime. 1890 beschloss der Bürgermeister Bukarests, Emil Pache Protopopescu, die mittlerweile baufällige Friedhofskapelle abzureißen und im Stil der St.-Bartholomäus-Kathedrale im damaligen Karlsbad (heute Pilsen) neu zu errichten. Die neue Kapelle wurde von Mihail Popp mit Malereien verziert, die später von Dimitrie Belisarie und Artur Verona übermalt wurden. Einige Bojaren-Familien betteten die Gebeine ihre Vorfahren auf den Friedhof um.
Am 8. Mai 1999 besuchte Papst Johannes Paul II. den katholischen Teil des Friedhofs, wo er am Grab von Kardinal Iuliu Hossu stellvertretend für die Opfer des Kommunismus in Rumänien betete.

### Korruption und Grabraub
Bis in die 1970er Jahre war der Friedhof exklusiv „bedeutenden Personen“ vorbehalten. Seit dieser Zeit besteht von Seiten betuchter Klientel großes Interesse an verfügbaren Grabstellen auf begrenztem Raum; offiziell ist der Friedhof längst ausgebucht. Begünstigt durch die verbreitete Korruption in Rumänien entwickelte sich auch hier ein Schwarzmarkt. Eine drei Quadratmeter große Grabstelle in mittlerer Lage kostete dort 2009 (ohne Kosten für Arbeiten wie Grabausschachtung usw.) zwischen 4000 und 5000 Euro. Grabstellen am Rand des Friedhofs kosten etwa 2000 bis 3000 Euro. Grabstellen in einem zentraleren Bereich sind teurer; 2006 wurden Preise von um 10.000 Euro erzielt. Die „Grundstückspreise“ auf dem Friedhof gelten als die teuersten in Bukarest.
Neben dem Diebstahl von Blumen, Kerzen oder auch Öl aus den Lampen kam es immer wieder zu Fällen von schwerwiegendem Grabraub. Nach dem Erdbeben 1977 fanden auf dem Friedhof Plünderungen statt. In einem anderen bekannten Fall brachen Räuber in den 1990er Jahren in das Mausoleum der Brüder Evlogi und Hristo Georgiev ein, wobei acht etwa 1,5 Meter hohe und 40 Zentimeter starke Bronzefackeln mit einem Einzelgewicht von 160 Kilogramm gestohlen wurden, die dann als Schrott verkauft wurden.
Die Gräber von Christian Tell, Pache Protopopescu und anderen wurden zwischen 1990 und 1995 beschädigt und geplündert. Im Bereich des Soldatenfriedhofs wurde einer der Bronzelöwen des Denkmals zu Ehren der Helden des Zweiten Weltkriegs mit einem Gewicht von etwa 1000 Kilogramm gestohlen.

## Beschreibung
Der Friedhof ist das „Nationale Pantheon Rumäniens“, eine Gedenkstätte und die letzte Ruhestätte für bedeutende Persönlichkeiten der Geschichte, Kultur oder Politik des Landes. So liegen hier Bojaren, Bankiers, Generäle, Wissenschaftler, Politiker, Gelehrte, Künstler, Philosophen, Historiker, Schriftsteller oder Sportler begraben. Mit der Zeit wuchs der Friedhof zu einer vielfältigen Kunstsammlung an. Die Gänge des Friedhofs sind von Kunstwerken von Bildhauern wie Emil von Becker, Raffaello Romanelli, Frederic Storck, Oscar Han, Cornel Medrea, oder Dimitrie Paciurea gesäumt. Beeindruckend sind auch die von Ion Mincu geschaffenen Mausoleen mit ihren neobyzantinischen Elementen, sowie das Wandgemälde in der Kapelle.
In seinen alten Grenzen besteht der Friedhof aus sechs Sektionen und einem Militärfriedhof, wozu auch der Friedhof der Helden beider Weltkriege zählt. Erst später entstanden die Bereiche für die Toten der Revolution von 1989, die außerhalb dieser Sektionen liegen. Dem orthodoxen Friedhof folgt der katholische Friedhof.
Am westlichen Rand des Cimitirul Șerban Vodă liegt der deutsche Soldatenfriedhof Pro Patria, der unter Anwesenheit des deutschen Heerführers August von Mackensen am 24. August 1918 eingeweiht wurde. Hier ruhen 2292 deutsche Gefallene und Lazarett-Tote des Ersten Weltkriegs aus dem Jahr 1917; im Zweiten Weltkrieg kamen 1561 Gräber von deutschen Soldaten dazu. Am Ende des Hauptweges steht ein steinernes Denkmal mit Inschrift „Vaterland ehre deine Helden“ in den fünf Sprachen (deutsch, rumänisch, ungarisch, bulgarisch und türkisch) der Nationen, die im Ersten Weltkrieg in Bukarest kämpften.
Das Französische Karree (französisch carré français) umfasst mehr als hundert Gräber von zwischen 1917 und 1919 verstorbenen Soldaten des Französischen Expeditionskorps im Ersten Weltkrieg. Die Gräber sind durch in den Boden gesteckte Schwerter erkennbar.

## Auf dem Friedhof beigesetzte Personen (Auswahl)
| | |
| - Theodor Aman (1831–1891), rumänischer Maler und Holzstecher - George Bacovia (1881–1957), rumänischer Dichter - Gheorghe Bănciulescu (1898–1935), rumänischer Flugpionier - Ion Barbu (1895–1961), rumänischer Mathematiker - Carol Benesch (1822–1896), rumänischer Architekt - Andrei Blaier (1933–2011), rumänischer Filmregisseur und Drehbuchautor - Dimitrie Brândză (1846–1895), rumänischer Botaniker - Marius Bunescu (1881–1971), rumänischer Maler und Museumsdirektor - Scarlat Callimachi (1773–1821), Dragoman des Osmanischen Reiches - Ion Luca Caragiale (1852–1912), rumänischer Schriftsteller - Toma Caragiu (1925–1977), rumänischer Schauspieler - Constantin Cândea (1887–1971), rumänischer Professor für Chemie - Panait Cerna (1881–1913), Dichter, Philosoph, Literaturkritiker und Übersetzer - Liviu Ciulei (1923–2011), rumänischer Schauspieler, Filmregisseur, Bühnenbildner, Theaterleiter und -regisseur - Henri Marie Coandă (1886–1972), rumänischer Physiker und Aerodynamiker - Dina Cocea (1912–2008), rumänische Schauspielerin - Corneliu Coposu (1914–1995), rumänischer Politiker - George Coșbuc (1866–1918), rumänischer Schriftsteller, Übersetzer, Lehrer und Mitglied der Rumänischen Akademie - Hariclea Darclée (1860–1939), rumänische Sopranistin - Anghel Demetriescu (1847–1903), rumänischer Schriftsteller und Historiker - Ovid Densusianu (1873–1938), rumänischer Romanist, Rumänist, Volkskundler und Dichter - Ion Diaconescu (1917–2011), rumänischer Politiker und antikommunistischer Aktivist - Gheorghe Dinică (1934–2009,) rumänischer Schauspieler - Ion Dolanescu (1944–2009), rumänischer Schlagersänger - Mihai Eminescu (1850–1889), rumänischer Dichter - Paul Everac (1924–2011), rumänischer Dramaturg - Eugen Filotti (1896–1975), rumänischer Diplomat und Schriftsteller - Evlogi Georgiev (1819–1897), bulgarischer Kaufmann, Banker und Stifter - Hristo Georgiev, bulgarischer Stifter des 19. Jahrhunderts - Bogdan Petriceicu Hasdeu (1838–1907), rumänischer Schriftsteller - Dumitru Hubert (1899–1934), rumänischer Bobfahrer - Dimitrie Gusti (1880–1955), rumänischer Soziologe, Historiker, voluntaristischer Philosoph, Sozialreformer und Kulturpolitiker - Iulia Hasdeu (1869–1888), rumänische Schriftstellerin und Intellektuelle - Emil Hossu (1941–2012), rumänischer Schauspieler - Nae Ionescu (1890–1940), rumänischer Philosoph, orthodoxer Theologe, Universitätslehrer und Journalist - Șerban Ionescu (1950–2012), rumänischer Schauspieler - Iorgu Iordan (1888–1986), rumänischer Romanist, Rumänist und Sprachwissenschaftler - Nicolae Iorga (1871–1940), rumänischer Historiker, Literaturkritiker, Dramaturg und Dichter - Ștefan Octavian Iosif (1875–1913), rumänischer Dichter - Petre Ispirescu (1830–1887), rumänischer Folklorist, Herausgeber, Volkskundler, Erzähler, Schriftsteller und Drucker | - Panait Istrati (1884–1935), französischsprachiger Schriftsteller rumänischer Herkunft - Nicolae Labiș (1935–1956), rumänischer Dichter - Ștefan Luchian (1868–1916), rumänischer Maler - Alexandru Macedonski (1854–1920), rumänischer Schriftsteller - Lia Manoliu (1932–1998), rumänische Diskuswerferin - Ion Minulescu (1881–1944), rumänischer Dichter und Schriftsteller - Ovidiu Iuliu Moldovan (1942–2008), rumänischer Schauspieler - Alexandru Odobescu (1834–1895), rumänischer Schriftsteller, Archäologe, Politiker und Hochschullehrer - Theodor Pallady (1871–1956), rumänischer Maler - Nicolae Paulescu (1869–1931), rumänischer Physiologe, Professor und der Entdecker des Insulins - Adrian Păunescu (1943–2010), rumänischer Dichter, Journalist und Politiker - Amza Pellea (1931–1983), rumänischer Film- und Theaterschauspieler - Camil Petrescu (1894–1957), rumänischer Dramaturg, Doktor der Philosophie, Schriftsteller und Dichter - Cezar Petrescu (1892–1961), rumänischer Schriftsteller, Übersetzer, Journalist, Redakteur verschiedener Zeitungen - Constantin Titel Petrescu (1888–1957), rumänischer Politiker der Zwischenkriegszeit - Gică Petrescu (1915–2006), rumänischer Sänger und Komponist von Unterhaltungsmusik - Florian Pittiș (1943–2007), rumänischer Schauspieler und Regisseur, Übersetzer, Dolmetscher von Volksmusik - Marin Preda (1922–1980), rumänischer Schriftsteller - George Pruteanu (1947–2008), rumänischer Politiker und Philologe - Nicolae Rădescu (1874–1953), rumänischer Generalleutnant und Ministerpräsident - Dem Rădulescu (1931–2000), rumänischer Schauspieler und Akademiker - Constantin Rădulescu-Motru (1868–1957), rumänischer Philosoph, Psychologe, Soziologe, Dramatiker, Autor und Politiker - Liviu Rebreanu (1885–1944), rumänischer Schriftsteller und Journalist - Mihail Sadoveanu (1880–1961), rumänischer Schriftsteller und Politiker - Dan Spătaru (1939–2004), rumänischer Sänger - Nichita Stănescu (1933–1983), rumänischer Schriftsteller und Dichter - Laura Stoica (1967–2006), rumänische Sängerin, Komponistin und Schauspielerin - Constantin Tănase (1880–1945), rumänischer Schauspieler - Marioara Tănase (1940–1970), rumänische Sängerin (Volksmusik) - Maria Tănase (1913–1963), rumänische Sängerin - Ionel Teodoreanu (1897–1954), rumänischer Schriftsteller und Anwalt - Cornel Todea (1935–2012), rumänischer Regisseur - Mihaela Ursuleasa (1978–2012), rumänische Pianistin - Vasile Vasilache (1907–1944), rumänischer Regisseur und Schauspieler - Grigore Vasiliu Birlic (1905–1970), rumänischer Komödiant und Schauspieler - Hélène Vacaresco (1864–1947), rumänisch-französische Schriftstellerin - Artur Văitoianu (1864–1956), rumänischer General, Politiker und Ministerpräsident - Aurel Vlaicu (1882–1913), rumänischer Flugzeugingenieur - Traian Vuia (1872–1950), rumänischer Luftfahrtpionier |

## Bewertung
Die Welt beschrieb den Friedhof unter Berufung auf den Marco Polo Reiseführer als „ein Panoptikum des Pathos: Künstler, Politiker und reiche Familien haben hier ihre prunkvollen Grüfte mit klassizistischen Säulen und barocken Statuen“.